# Örjan Andersson
Per-Magnus Örjan Andersson, född 8 september 1964 i Eslöv, är en svensk dansare, koreograf och regissör.

## Biografi
Andersson växte upp i Eslöv i Skåne och började dansa i senare tonåren. När han var 19 år började han att studera vid Balettakademien i Stockholm och arbetade sedan som dansare vid Östgötabaletten på 1980-talet. Därefter kom han till Batsheva Dance Company i Tel Aviv och arbetade med koreografen Ohad Naharin. 1992 gjorde han där sin första koreografi, Nemo saltat sobrius, och fortsatte återkommen till Sverige – och efter samarbete med koreografen Per Jonson – som koreograf från mitten av 1990-talet. 1996 fick han sin första dansverksbeställning, Arrival of the Queen of Sheba, som med Cullbergbaletten på Dansens hus blev en stor framgång och öppnade dörrarna internationellt. Samma år grundade han sitt eget danskompani för modern dans, Andersson Dance Company, som verkar internationellt med bas i Stockholm.
Han har gjort ett antal egna uppsättningar på teatrar, TV och danskompanier i Sverige och utomlands, såsom Cullbergbaletten, Netherlands Dance Theatre 1, Compania Nacional de Danza i Madrid, Maggio Tanza i Florens, Göteborgsoperans balett, Kungliga Baletten, Skånes Dansteater, Stockholm 59° North, Moderna dansteatern, norska Nationaldansensemblen Carte Blanche i Bergen, Helsingfors stadsteater, Dramaten, på Dansens hus och Århus Teater.
2001 fick han uppdraget av Sveriges Television att göra dansverket 252 dagar – ett möte med två gravida ballerinor med två gravida dansare från Kungliga Baletten, hovdansaren Marie Lindqvist och premiärdansösen Anna Valev. Detta var hans TV-debut och programmet fick två TV-priser vid Golden Prague 2002: publikens pris och bästa musik- och dansprogram. 2005 gjorde han koreografin till spelfilmen Sandor slash Ida. 2011 gjorde han på Skånes Dansteater det stora verket, skapelseberättelsen Leap Second tillsammans med tonsättaren Sven-David Sandström, som därmed efter ett uppehåll på över 20 år återkom som balettkompositör.
Andersson är gift med dansaren Ina Sletsjöe och har två barn.

## Priser och utmärkelser
- 2002 – Birgit Cullberg-stipendiet av Konstnärsnämnden
- 2004 – Svenska teaterkritikers förenings danspris
- 2011 – Svenska Dagbladets Operapris[3]
- 2012 – Stockholms Cullbergpris[4]

## Teater

### Roller
| År   | Roll | Produktion                                              | Regi           | Teater         |
| ---- | ---- | ------------------------------------------------------- | -------------- | -------------- |
| 1989 |      | Sweet Charity Neil Simon, Cy Coleman och Dorothy Fields | Hans Bergström | Östgötateatern |

### Koreografi/Regi
| År   | Produktion                     | Upphovsmän | Regi                    | Teater                   |
| ---- | ------------------------------ | --- | ----------------------- | ------------------------ |
| 2013 | Werther                        | Johann Wolfgang von Goethe                                                                                      | Örjan Andersson         | Dramaten                 |
| 2015 | Förklädet The Drowsy Chaperone | Bob Martin, Don McKellar, Lisa Lambert och Greg Morrison                                                        | Edward af Sillén        | Göta Lejon               |
| 2016 | Fadren                         | August Strindberg                                                                                               | Mellika Melouani Melani | Kulturhuset Stadsteatern |
| 2017 | Hamlet                         | William Shakespeare                                                                                             | Örjan Andersson         | Folkteatern Göteborg     |
| 2018 | Drottningens juvelsmycke       | Carl Jonas Love Almqvist Dramatisering Magnus Lindman                                                           | Örjan Andersson         | Helsingborgs stadsteater |
| 2020 | Orfeus och Eurydike            | Magnus Lindman                                                                                                  | Örjan Andersson         | Kungliga Operan          |
| 2021 | Antigone Ἀντιγόνη              | Sofokles Bearbetning Magnus Lindman                                                                             | Örjan Andersson         | Helsingborgs stadsteater |
| 2023 | Ett Drömspel                   | August Strindberg Bearbetning av Magnus Lindman                                                                 | Örjan Andersson         | Folkteatern Göteborg     |
| 2022 | Exit Parkour                   | Pjäsen baseras på intervjuer med Matar och är sammanställd av Ada Berger, konstnärlig ledare för Unga Dramaten. | Örjan Andersson         | Dramaten                 |

### Dansverk
- 1994 – Agog
- 1996 – Redundance
- 1996 – (Dance for life – andra gången gillt)
- 1996 – Arrival of the Queen of Sheba (Cullbergbaletten)
- 1996 – Within the Quota
- 1997 – Heaven
- 1998 – Det Lilla Rummet
- 2001 – Röd (Netherlands Dance Theatre)
- 2002 – Quartet #8, Sonata in B
- 2002 – Röd & rapsodi (Skånes Dansteater)
- 2003 – Come Out (Stockholm 59° North)
- 2003 – Quartet #10 (Netherlands Dance Theatre)
- 2004 – Worms kvintett
- 2005 – Arches of frost (Compania national de Danza)
- 2005 – We Dream of Simple Lives
- 2005 – Redundance (Dansparty)
- 2006 – Ready to Explode
- 2006 – 2nd Construction (Skånes Dansteater)
- 2007 – Jacob (Stockholm 59° North)
- 2008 – Triptych (Norrlandsoperan)
- 2008 – UMA (Carte Blanche)
- 2009 – Pile it on
- 2009 – Pacing in Vaudeville
- 2010 – Personal Space for Two Dancers (Moderna dansteatern)
- 2010 – Solo for Asher Lev (Moderna dansteatern)
- 2011 – Leap Second (Skånes Dansteater)
- 2011 – 32 variationer och Pathétique (Göteborgsoperans balett)
- 2011 – Det verkliga rummet (Arkitekturmuseet)
- 2011 – Seven Clues (Skånes Dansteater)
- 2012 – Werther (Dramaten)
- 2012 – Name of the Next Song (Århus Teater)
- 2013 – Karmer kring blå (RESiDANS)[8]
- 2014 – Residual bits of sunlight
- 2014 – Exposition and the Body (Kungliga baletten)
- 2014 – SVART.BLÅ (Skånes dansteater)
- 2015 – Goldberg Variations - Tenary patterns for insomnia (med Scottish Ensemble)
- 2017 – Alae
- 2018 – Prelude - Skydiving from a dream
- 2019 – Rondo
- 2019 – Mozarts Requiem (Skånes Dansteater)
- 2020 – Promise land (Riksteatern)